# Wagenschott
Als wagenschott wird eine bestimmte Art bezeichnet, Holzplanken mit stehenden Jahresringen zu schneiden. Obwohl der Ausdruck seinen Bestandteilen nach ein Substantiv zu sein scheint, wird er häufig wie ein Adverb verwendet.

Durch Quartierschnitt wagenschott geschnittene Bretter

Der Begriff kommt ursprünglich aus dem Kutschenbau, wird aber seit dem Anfang des 20. Jahrhunderts praktisch nur noch im Holzschiffbau verwendet. Wie beim Riftschnitt wird eine wagenschott geschnittene Planke vorwiegend radial aus dem Holzstamm gesägt. Da Holz in der Ebene der Jahresringe stärker schwindet als senkrecht dazu, ist eine wagenschott geschnittene Planke in der Breite maßhaltiger. Das heißt, sie wirft sich kaum und schüsselt nicht wie Bretter mit liegenden Jahresringen, die gewöhnlich einen leicht konkaven-konvexen Querschnitt entwickeln. Wagenschott geschnittene Nadelholz-Bretter eignen sich zur Verwendung als Fußboden-Dielen, da bei ihnen keine auslaufenden Jahresringe vorkommen, die sich durch die Belastung ablösen können.
Der Begriff Wagenschott wurde in Spätmittelalter und früher Neuzeit für Eichenholz der höchsten Qualitätsstufe aus dem Baltikum verwendet, das damals in großer Menge nach Brügge, Antwerpen und Amsterdam exportiert wurde. Das Holz zeichnete sich unabhängig von der Schnittart durch eine enge Jahresringstruktur und entsprechend hohe Qualität aus. Wagenschott wurde u. a. für blockverleimte Holzskulpturen verwendet. Nachgewiesen ist dies für Holzskulpturen aus Utrecht im 16. Jahrhundert, die für den Export bestimmt waren.
Bei der Verwendung von wagenschott geschnittenen Planken im Schiffbau verändert sich die Fugenbreite zwischen den Planken weniger bei wechselnder Holzfeuchte. Dies verbessert die Dichtheit des kalfaterten Rumpfes.

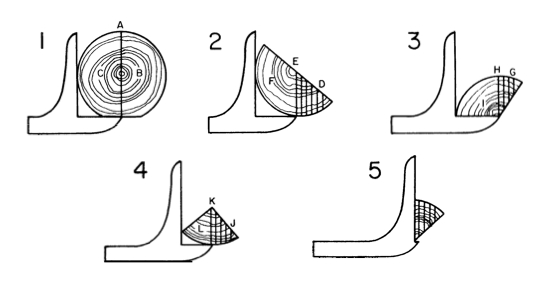
Eine Methode zum Aufsägen von Stämmen mit einem Durchmesser von 40 bis 47,5 cm in schmale Bretter mit stehenden Jahresringen

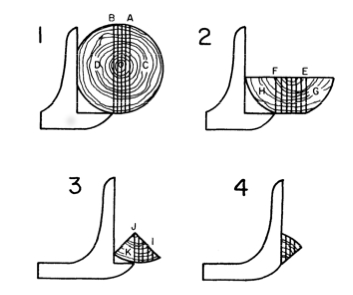
Bei Stämmen mit Durchmesser von mehr als 47,5 cm kann man zunächst einige breite Herz-, Mittel- und Seitenbretter gewinnen. Die verbleibenden Abschnitte sind noch stark genug, um daraus Bretter im Quartierschnitt zu schneiden.

Handelsübliche Bretter oder Planken werden erzeugt, indem ein Baumstamm mit einer Gattersäge in einen Stapel aus Brettern zerteilt wird. Dabei liegen die Jahresringe bei der Mehrzahl der so geschnittenen Bretter oder Planken flach oder schräg zur flachen Seite der Bretter. Nur die mittleren Bretter des Stapels sind wagenschott geschnitten.
Wenn es das Ziel ist, hauptsächlich wagenschott geschnittene Bretter zu erhalten, dürfen anfangs nur die mittleren Bretter aus dem Stamm gesägt werden. Die verbleibenden Stücke beiderseits außen müssen danach um 90° gewendet und erneut gesägt werden. Andere und kompliziertere Möglichkeiten bestehen ebenfalls.